# 3429 Chuvaev
3429 Chuvaev è un asteroide della fascia principale. Scoperto nel 1974, presenta un'orbita caratterizzata da un semiasse maggiore pari a 2,3388880 UA e da un'eccentricità di 0,1894217, inclinata di 1,32758° rispetto all'eclittica.